# Quantock Hills
Quantock Hills är kullar i Storbritannien.   De ligger i grevskapet Somerset och riksdelen England, i den södra delen av landet, 220 km väster om huvudstaden London.